# Leah Berard
Pour les articles homonymes, voir Bérard.
Leah Berard, née le 29 novembre 1978 à Woodruff (Wisconsin), est une arbitre de rugby américaine internationale depuis 2011.

## Biographie
Le 10 et 11 décembre 2011, Leah Berard commence sa carrière internationale en arbitrant l'IRB Sevens World Series, au Nelson Mandela Bay Stadium de Port Elizabeth. En 2012, elle arbitre la Coupe du monde junior de rugby à XV, à Salt Lake City (Utah). Le 23 et 24 mars de cette même année, elle fait partie des officiels de l'IRB Women's Challenge Cup et elle arbitre la finale Australie–Angleterre de l'Hong Kong Women's Sevens au Hong Kong Stadium. En 2013, elle arbitre sa plus grande compétition, la finale de la Coupe du monde de rugby à sept féminin, à Moscou. Leah Berard a dit à ce propos qu'elle était ravie d'avoir été choisie comme l'un des sept arbitres féminins à travers le monde pour représenter son pays et le rugby féminin. Le 1er août 2014, elle représente les États-Unis parmi les huit arbitres sélectionnées pour la Coupe du monde féminine de rugby à XV, en arbitrant le match Australie–Afrique du Sud de la poule C, à Marcoussis. À cette occasion, elle divulgue son point de vue sur la situation hommes/femmes dans le sport, lors d'une interview de Tchad Wise pour le site web de la fédération américaine de rugby à XV : « À la Coupe du Monde ou aux Jeux olympiques, vous allez juste voir les femmes arbitrer les femmes et les hommes arbitrer les hommes, mais j'espère à l'avenir briser cette tradition ».